# AppBrew
株式会社AppBrew（アップブリュー、英: AppBrew.inc）は、東京都文京区に本社を置く日本のIT企業。

## 概要
インターネットサービスを提供している。代表的なサービスとしてコスメのCGMサービス 「LIPS」がある。

## 沿革
- 2016年
  - 2月 - 創業
- 2017年
  - 1月 - コスメ系CGMサービス LIPS リリース
  - 10月 - ANRI、Skyland Ventures、フリークアウト代表取締役社長の佐藤裕介氏、PKSHA Technology代表取締役の上野山勝也氏、ほか個人投資家から7600万円を調達
- 2018年
  - 2月 - Gunosy、グリー、ANRIおよび個人投資家から5.5億円を調達
  - 10月 - グリーと個人投資家から10億円を調達
- 2019年
  - 「Forbes 30 Under 30 Asia」に代表取締役 深澤雄太と取締役 松井友里が選出
- 2024年
  - マツキヨココカラ&カンパニーのMCCマネジメントが子会社にした[1]。